# Zernitz-Lohm
Zernitz-Lohm är en kommun i Landkreis Ostprignitz-Ruppin i förbundslandet Brandenburg i Tyskland. Kommunen utgör administrativt en del av kommunalförbundet Amt Neustadt (Dosse) med säte i den närbelägna staden Neustadt (Dosse). Kommunen bildades den 31 december 1997 genom en sammanslagning av de tidigare kommunerna Lohm och Zernitz.